# Malaysia Open 1999
Die Malaysia Open 1999 im Badminton fanden vom 30. Juni bis zum 4. Juli 1999 im Stadium Malawati in Shah Alam statt. Das Preisgeld betrug 150.000 Dollar.

## Sieger und Platzierte
| Disziplin    | Gold                        | Silber                        | Bronze                        |
| ------------ | --------------------------- | ----------------------------- | ----------------------------- |
| Herreneinzel | Luo Yigang                  | Wong Choong Hann              | Rashid Sidek                  |
| Herreneinzel | Luo Yigang                  | Wong Choong Hann              | Roslin Hashim                 |
| Dameneinzel  | Dai Yun                     | Gong Ruina                    | Zhou Mi                       |
| Dameneinzel  | Dai Yun                     | Gong Ruina                    | Yao Jie                       |
| Herrendoppel | Tony Gunawan Candra Wijaya  | Eng Hian Flandy Limpele       | Lee Dong-soo Yoo Yong-sung    |
| Herrendoppel | Tony Gunawan Candra Wijaya  | Eng Hian Flandy Limpele       | Ha Tae-kwon Kim Dong-moon     |
| Damendoppel  | Ge Fei Gu Jun               | Gao Ling Qin Yiyuan           | Deyana Lomban Eliza Nathanael |
| Damendoppel  | Ge Fei Gu Jun               | Gao Ling Qin Yiyuan           | Eti Tantra Cynthia Tuwankotta |
| Mixed        | Michael Søgaard Rikke Olsen | Tri Kusharyanto Minarti Timur | Zhang Jun Gao Ling            |
| Mixed        | Michael Søgaard Rikke Olsen | Tri Kusharyanto Minarti Timur | Ha Tae-kwon Chung Jae-hee     |

## Finalergebnisse
| Disziplin    | Sieger                      | Finalist                      | Ergebnis     |
| ------------ | --------------------------- | ----------------------------- | ------------ |
| Herreneinzel | Luo Yigang                  | Wong Choong Hann              | 17-16, 17-15 |
| Dameneinzel  | Dai Yun                     | Gong Ruina                    | 11-6, 11-3   |
| Herrendoppel | Tony Gunawan Candra Wijaya  | Flandy Limpele Eng Hian       | 15-6, 15-11  |
| Damendoppel  | Ge Fei Gu Jun               | Qin Yiyuan Gao Ling           | 15-8, 15-11  |
| Mixed        | Michael Søgaard Rikke Olsen | Tri Kusharyanto Minarti Timur | 15-4, 15-7   |

## Ergebnisse

### Herreneinzel Qualifikation
- Zakry Abdul Latif –  Graham Simpson: 15-6 / 15-8
- Björn Joppien –  M Subramanian: 15-9 / 15-10
- Gan Teik Chai –  Agus Hariyanto: 15-3 / 15-3
- Win Zaw –  P. Manoj Kumar: 15-6 / 15-2
- Keishi Kawaguchi –  Sazlee Mohd: 15-7 / 15-9
- Yuzo Kubota –  Kuan Beng Hong: 1-15 / 15-9 / 15-12
- Muhammad Hafiz Hashim –  Shon Seung-mo: 15-3 / 15-13
- Sachin Ratti –  Lin Woon Fui: 15-9 / 15-10
- Ian Maywald –  Khrishnan Yogendran: 15-11 / 15-7
- Liu En-hung –  Misbun Sidek: 15-8 / 15-4
- Yian Wai Siew –  Graeme Smith: 15-5 / 15-4
- Chi How Chong –  Michael Edge: 15-10 / 6-15 / 15-4
- Hideki Yamada –  Fairuzizuan Tazari: 15-12 / 15-6
- Nik Ahmad Faiz Nik Abdullah –  Marcus Jansson: 15-8 / 13-15 / 15-2
- Lee Hyun-il –  Huck Lee Ong: 15-3 / 15-10
- Lwin Aung –  Gee Chang Choo: 15-5 / 15-5
- Jens Roch –  Kay Lun Yeoh: 15-6 / 17-14
- Choon Kang Ng –  Yim Bang-eun: 15-12 / 15-13
- Ahmad Maabus B Anuar –  Lu Feng-Chieh: 9-15 / 15-5 / 15-9
- Thomas Søgaard –  Andrew Dass: 15-2 / 15-1
- Robert Blair –  Syed Mat Zulkifli: 15-4 / 15-9
- Allan Tai –  Simone Vincenzi: 15-2 / 15-0
- Mike Joppien –  Salleh B Suwandi Mohd: 15-4 / 15-0

### Herreneinzel
- Peter Gade –  Nikhil Kanetkar: 15-0 / 15-7
- Ji Xinpeng –  Sairul Amar Ayob: 12-15 / 15-13 / 15-7
- Roslin Hashim –  Craig Robertson: 15-4 / 15-7
- Yian Wai Siew –  Kok Hsiung Moo: 15-2 / 15-12
- Ong Ewe Hock –  Rehan Khan: 15-7 / 15-4
- Yudi Suprayogi –  Keishi Kawaguchi: 17-16 / 15-6
- Dong Jiong –  Muhammad Hafiz Hashim: 3-15 / 15-11 / 15-7
- Jason Wong –  Thomas Søgaard: 17-15 / 15-5
- Fung Permadi –  Ramesh Nathan: 9-15 / 15-3 / 15-4
- Xia Xuanze –  Alan Yang: 15-7 / 15-4
- Wong Choong Hann –  Niels Christian Kaldau: 15-2 / 15-5
- Björn Joppien –  Gan Teik Chai: 17-14 / 15-5
- Chen Gang –  Michael Edge: 15-7 / 15-3
- Park Tae-sang –  Yap Yong Jyen: 15-12 / 15-6
- Rony Agustinus –  Kantharoopan Ponniah: 15-10 / 15-6
- Lee Hyun-il –  Boonsak Ponsana: 9-15 / 15-4 / 15-2
- Alvin Chew Ming Yao –  Conrad Hückstädt: 15-5 / 15-6
- Jeffer Rosobin –  Bruce Flockhart: 15-4 / 15-4
- Chen Wei –  Boris Kessov: 15-10 / 15-6
- Rashid Sidek –  Richard Doling: 15-2 / 15-2
- Chien Yu-hsiu –  Ahmad Maabus B Anuar: 15-2 / 15-7
- Chen Hong –  Yeoh Kay Bin: 15-8 / 15-1
- Abhinn Shyam Gupta –  Ismail Saman: 15-3 / 12-15 / 15-8
- Peter Rasmussen –  Ian Maywald: 15-10 / 15-6
- Luo Yigang –  Bertrand Gallet: 15-2 / 15-5
- Irwansyah –  Peter Janum: 15-8 / 15-10
- Ronald Susilo –  Jens Roch: 15-4 / 15-5
- Yong Hock Kin –  Anupap Thiraratsakul: 15-9 / 15-5
- Lee Tsuen Seng –  Zakry Abdul Latif: 15-6 / 15-9
- Pullela Gopichand –  Allan Tai: 15-9 / 5-15 / 15-13
- Ahn Jae-chang –  James Chua: 15-17 / 15-2 / 15-8
- Sun Jun  –  Pei Wee Chung: 15-9 / 15-8
- Peter Gade –  Ji Xinpeng: 15-4 / 15-5
- Roslin Hashim –  Yian Wai Siew: 15-3 / 15-10
- Ong Ewe Hock –  Yudi Suprayogi: 15-2 / 15-11
- Jason Wong –  Dong Jiong: 15-10 / 15-11
- Fung Permadi –  Xia Xuanze: 15-7 / 14-17 / 15-10
- Wong Choong Hann –  Björn Joppien: 15-4 / 15-10
- Chen Gang –  Park Tae-sang: 15-10 / 14-17 / 15-11
- Rony Agustinus –  Lee Hyun-il: 15-6 / 15-4
- Jeffer Rosobin –  Alvin Chew Ming Yao: 15-12 / 15-13
- Rashid Sidek –  Chen Wei: 15-5 / 15-4
- Chen Hong –  Chien Yu-hsiu: 15-3 / 15-1
- Peter Rasmussen –  Abhinn Shyam Gupta: 15-5 / 15-2
- Luo Yigang –  Irwansyah: 15-13 / 15-6
- Yong Hock Kin –  Ronald Susilo: 15-4 / 15-5
- Lee Tsuen Seng –  Pullela Gopichand: 15-12 / 15-9
- Sun Jun  –  Ahn Jae-chang: 15-7 / 15-7
- Roslin Hashim –  Peter Gade: 15-8 / 3-15 / 17-15
- Ong Ewe Hock –  Jason Wong: 15-8 / 15-4
- Wong Choong Hann –  Fung Permadi: 15-7 / 15-10
- Rony Agustinus –  Chen Gang: 15-7 / 15-7
- Rashid Sidek –  Jeffer Rosobin: 15-12 / 15-3
- Chen Hong –  Peter Rasmussen: 15-12 / 10-15 / 15-13
- Luo Yigang –  Yong Hock Kin: 15-4 / 15-6
- Sun Jun  –  Lee Tsuen Seng: 15-7 / 15-9
- Roslin Hashim –  Ong Ewe Hock: 15-5 / 15-3
- Wong Choong Hann –  Rony Agustinus: 12-15 / 17-14 / 15-4
- Rashid Sidek –  Chen Hong: 15-13 / 9-15 / 15-9
- Luo Yigang –  Sun Jun : 15-8 / 15-3
- Wong Choong Hann –  Roslin Hashim: 15-7 / 15-5
- Luo Yigang –  Rashid Sidek: 15-3 / 15-3
- Luo Yigang –  Wong Choong Hann: 17-16 / 17-15

### Dameneinzel Qualifikation
- Machiko Yoneya –  Amalie Fangel: 11-1 / 11-1
- V Renuga –  Fiona Sneddon: 11-3 / 11-7
- Rayoni Head –  Chong Nga Fan: 11-0 / 11-3
- Nucharee Teekhatrakul –  Manjusha Kanwar: 11-7 / 5-11 / 11-3
- Wong Miew Kheng –  Mika Anjo: 11-0 / 11-5
- Elizabeth Cann –  Susan Egelstaff: 9-11 / 11-2 / 11-0
- Peng Chuen Tan –  Helen Blair: 10-13 / 11-4 / 11-5
- Neelima Chowdary –  Kathryn Graham: 6-11 / 11-2 / 11-4

### Dameneinzel
- Camilla Martin –  Ellen Angelina: 11-1 / 11-5
- Ng Mee Fen –  Justine Willmott: 7-11 / 11-5 / 11-3
- Zhou Mi –  Sathinee Chankrachangwong: 11-0 / 11-5
- Kaori Mori –  Petra Overzier: 11-2 / 11-3
- Gong Ruina –  Sonya McGinn: 11-3 / 11-3
- Lidya Djaelawijaya –  Lee Yin Yin: 11-3 / 11-7
- Huang Chia-chi –  Sandra Dimbour: 11-3 / 11-1
- Zeng Yaqiong –  Li Li: 11-8 / 11-5
- Yao Jie –  Sandra Watt: 11-1 / 11-5
- Chan Ya-lin –  Cindana Hartono: 11-5 / 11-3
- Machiko Yoneya –  Julia Mann: 11-3 / 11-6
- Zhang Ning –  Wong Mew Choo: 11-1 / 11-4
- Aparna Popat –  Anu Nieminen: 11-1 / 11-4
- Kelly Morgan –  Lee Kyung-won: 5-11 / 11-2 / 11-1
- Woon Sze Mei –  Neelima Chowdary: 11-5 / 11-2
- Dai Yun –  Sujitra Ekmongkolpaisarn: 11-9 / 11-5
- Camilla Martin –  Ng Mee Fen: 11-1 / 11-6
- Zhou Mi –  Kaori Mori: 12-13 / 11-3 / 11-6
- Gong Ruina –  Lidya Djaelawijaya: 11-5 / 11-5
- Zeng Yaqiong –  Huang Chia-chi: 7-11 / 11-4 / 11-4
- Yao Jie –  Chan Ya-lin: 11-4 / 11-6
- Zhang Ning –  Machiko Yoneya: 11-0 / 11-0
- Kelly Morgan –  Aparna Popat: 6-11 / 11-6 / 11-7
- Dai Yun –  Woon Sze Mei: 11-6 / 13-10
- Zhou Mi –  Camilla Martin: 13-10 / 11-1
- Gong Ruina –  Zeng Yaqiong: 11-5 / 11-4
- Yao Jie –  Zhang Ning: 8-11 / 11-8 / 11-8
- Dai Yun –  Kelly Morgan: 4-11 / 11-9 / 11-9
- Gong Ruina –  Zhou Mi: 1-11 / 11-6 / 11-9
- Dai Yun –  Yao Jie: 11-3 / 6-11 / 11-0
- Dai Yun –  Gong Ruina: 11-6 / 11-3

### Herrendoppel Qualifikation
- Lwin Aung /  Win Zaw –  Zakry Abdul Latif /  Salleh B Suwandi Mohd: 15-6 / 15-7
- Takuya Katayama /  Yuzo Kubota –  Chi How Chong /  Nik Ahmad Faiz Nik Abdullah: 15-4 / 15-5
- Norio Imai /  Hiroshi Ohyama –  Ahmad Maabus B Anuar /  Muhammad Hafiz Hashim: 15-11 / 15-5
- Björn Joppien /  Mike Joppien –  Charles Khoo /  Gavin Liew: 15-10 / 15-10
- Graham Simpson /  Graeme Smith –  Kuan Beng Hong /  Kay Lun Yeoh: 15-8 / 15-5
- Kim Yong-hyun /  Yim Bang-eun –  Iskandar Asis /  Nam Meng Liew: 15-3 / 15-5
- Tri Kusharyanto /  Bambang Suprianto –  G Gandru /  Sazlee Mohd: 15-4 / 15-1
- Chang Kim Wai /  Hong Chieng Hun –  Ong Soon Hock /  Zhao Rong Tan: 15-3 / 15-2
- Soon Chiang Ong /  Tan Bin Shen –  Azizan Mohd /  M Subramanian: 15-11 / 15-9
- Murray Hocking /  Jiang Xin –  Lwin Aung /  Win Zaw: 15-3 / 15-4
- Takuya Katayama /  Yuzo Kubota –  Robert Blair /  Bruce Flockhart: 15-4 / 15-9
- Deng Chuanhai /  Wang Wei –  Khrishnan Yogendran /  Mohd Nazree Latifi: 15-0 / 15-7
- Ng Kean Kok /  Kok Seng Teo –  Ho Li-Wei /  Hu Chung-shien: 15-12 / 9-15 / 15-6
- Shah Ahmad /  Hong Moh Khoo –  Jegan Kumar /  Himal Varghese: 15-12 / 15-4
- Chan Huan Chun /  Khoo Kok Kheng –  Chye Hsiong Gan /  Wei Loon Ng: 15-2 / 15-1
- Lin Woon Fui /  Fairuzizuan Tazari –  Keishi Kawaguchi /  Hideki Yamada: 15-4 / 15-8
- Lee Hyun-il /  Shon Seung-mo –  Gan Teik Chai /  Chin Lee Tan: 15-9 / 15-11
- Sze Kian Ho /  Hwee Kian Tan –  Soon Teong Ong / : 15-12 / 15-13

### Herrendoppel
- Ha Tae-kwon /  Kim Dong-moon –  Patapol Ngernsrisuk /  Sudket Prapakamol: 15-7 / 15-6
- Wahyu Agung /  Halim Haryanto –  Kim Yong-hyun /  Yim Bang-eun: 15-6 / 15-8
- Deng Chuanhai /  Wang Wei –  Peter Jeffrey /  David Lindley: 15-5 / 15-10
- Eng Hian /  Flandy Limpele –  Chen Wei /  Ji Xinpeng: 15-11 / 15-4
- Kitipon Kitikul /  Khunakorn Sudhisodhi –  Jesper Larsen /  Janek Roos: 15-5 / 5-15 / 17-14
- Choong Tan Fook /  Lee Wan Wah –  Lee Wei-jen /  Victo Wibowo: 15-4 / 15-1
- Ng Kean Kok /  Kok Seng Teo –  Jaseel P. Ismail /  Vincent Lobo: 15-5 / 15-1
- Chew Choon Eng /  Rosman Razak –  Lee Hyun-il /  Shon Seung-mo: 15-3 / 15-6
- Lee Dong-soo /  Yoo Yong-sung –  Norio Imai /  Hiroshi Ohyama: 17-14 / 15-7
- S. Antonius Budi Ariantho /  Denny Kantono –  Chan Huan Chun /  Khoo Kok Kheng: 15-3 / 15-2
- Chen Qiqiu /  Yu Jinhao –  Murray Hocking /  Jiang Xin: 15-7 / 15-12
- Tesana Panvisavas /  Pramote Teerawiwatana –  Jim Laugesen /  Michael Søgaard: 15-9 / 11-15 / 15-13
- Soon Thoe Cheah /  Pang Cheh Chang –  Alastair Gatt /  Craig Robertson: 15-4 / 15-11
- Tony Gunawan /  Candra Wijaya –  Tri Kusharyanto /  Bambang Suprianto: 15-7 / 15-7
- Patrick Lau Kim Pong /  Aman Santosa –  Cheah Soon Kit /  Jeremy Gan: w.o.
- Lee Sung-yuan /  Lin Wei-hsiang –  Anthony Clark /  Ian Sullivan: w.o.
- Ha Tae-kwon /  Kim Dong-moon –  Wahyu Agung /  Halim Haryanto: 15-2 / 15-7
- Deng Chuanhai /  Wang Wei –  Patrick Lau Kim Pong /  Aman Santosa: 12-15 / 15-10 / 15-12
- Eng Hian /  Flandy Limpele –  Kitipon Kitikul /  Khunakorn Sudhisodhi: 17-15 / 15-12
- Choong Tan Fook /  Lee Wan Wah –  Ng Kean Kok /  Kok Seng Teo: 15-17 / 15-4 / 15-6
- Lee Dong-soo /  Yoo Yong-sung –  Chew Choon Eng /  Rosman Razak: 11-15 / 15-6 / 15-6
- S. Antonius Budi Ariantho /  Denny Kantono –  Lee Sung-yuan /  Lin Wei-hsiang: 15-13 / 15-9
- Chen Qiqiu /  Yu Jinhao –  Tesana Panvisavas /  Pramote Teerawiwatana: 15-9 / 17-16
- Tony Gunawan /  Candra Wijaya –  Soon Thoe Cheah /  Pang Cheh Chang: 15-1 / 15-5
- Ha Tae-kwon /  Kim Dong-moon –  Deng Chuanhai /  Wang Wei: 15-5 / 15-8
- Eng Hian /  Flandy Limpele –  Choong Tan Fook /  Lee Wan Wah: 15-7 / 15-17 / 15-9
- Lee Dong-soo /  Yoo Yong-sung –  S. Antonius Budi Ariantho /  Denny Kantono: 15-6 / 5-15 / 15-7
- Tony Gunawan /  Candra Wijaya –  Chen Qiqiu /  Yu Jinhao: 15-3 / 15-4
- Eng Hian /  Flandy Limpele –  Ha Tae-kwon /  Kim Dong-moon: 15-5 / 15-11
- Tony Gunawan /  Candra Wijaya –  Lee Dong-soo /  Yoo Yong-sung: 15-3 / 15-5
- Tony Gunawan /  Candra Wijaya –  Eng Hian /  Flandy Limpele: 15-6 / 15-11

### Damendoppel Qualifikation
- Kah Ling Cheah /  Chin Eei Hui –  Emi Seki /  Machiko Yoneya: 15-6 / 5-15 / 15-8
- Ravinder Kaur /  V Renuga –  Sutheaswari Mudukasan /  Wong Mew Choo: 12-15 / 15-7 / 15-9

### Damendoppel
- Ge Fei /  Gu Jun –  Lee Yin Yin /  Wong Pei Tty: 15-1 / 15-2
- Cheng Wen-hsing /  Chien Hsui-lin –  Norhasikin Amin /  Fong Chew Yen: 15-8 / 15-4
- Helene Kirkegaard /  Rikke Olsen –  Chung Jae-hee /  Lee Kyung-won: 10-15 / 15-8 / 15-6
- Anne Hönscheid /  Wiebke Schrempf –  Mika Anjo /  Kaori Mori: 5-15 / 15-13 / 15-11
- Deyana Lomban /  Eliza Nathanael –  Sujitra Ekmongkolpaisarn /  Saralee Thungthongkam: 8-15 / 15-3 / 15-12
- Sandra Dimbour /  Sandra Watt –  Elizabeth Cann /  Anu Nieminen: 15-7 / 15-6
- Huang Sui /  Lu Ying –  Lim Pek Siah /  Joanne Quay: 15-4 / 15-12
- Kah Ling Cheah /  Chin Eei Hui –  Sonya McGinn /  Fiona Sneddon: 15-13 / 8-15 / 15-13
- Wong Miew Kheng /  Woon Sze Mei –  Agnese Allegrini /  Maria Luisa Mur: 15-6 / 15-6
- Ann-Lou Jørgensen /  Mette Schjoldager –  Takae Masumo /  Chikako Nakayama: 15-3 / 15-12
- Yao Jie /  Zhou Mi –  Chen Li-chin /  Tsai Hui-min: 9-15 / 15-7 / 15-13
- Eti Tantra /  Cynthia Tuwankotta –  Ravinder Kaur /  V Renuga: 15-0 / 15-3
- Jung Yeon-kyung /  Lee Hyo-jung –  Hemalatha Arikrishnan /  Au Jen Yee: 15-4 / 15-6
- Zelin Resiana /  Minarti Timur –  Ang Li Peng /  Chor Hooi Yee: 13-15 / 15-10 / 15-9
- Sathinee Chankrachangwong /  Methinee Narawirawuth –  Kirsty Flockhart /  Carol Tedman: 15-1 / 15-4
- Gao Ling /  Qin Yiyuan –  Fatimah Kumin Lim /  Li Li: 15-3 / 15-1
- Ge Fei /  Gu Jun –  Cheng Wen-hsing /  Chien Hsui-lin: 15-4 / 15-2
- Helene Kirkegaard /  Rikke Olsen –  Anne Hönscheid /  Wiebke Schrempf: 15-2 / 15-2
- Deyana Lomban /  Eliza Nathanael –  Sandra Dimbour /  Sandra Watt: 15-2 / 15-12
- Huang Sui /  Lu Ying –  Kah Ling Cheah /  Chin Eei Hui: 15-1 / 15-2
- Ann-Lou Jørgensen /  Mette Schjoldager –  Wong Miew Kheng /  Woon Sze Mei: 15-6 / 15-12
- Eti Tantra /  Cynthia Tuwankotta –  Yao Jie /  Zhou Mi: 15-10 / 15-4
- Zelin Resiana /  Minarti Timur –  Jung Yeon-kyung /  Lee Hyo-jung: 15-6 / 17-16
- Gao Ling /  Qin Yiyuan –  Sathinee Chankrachangwong /  Methinee Narawirawuth: 15-4 / 15-1
- Ge Fei /  Gu Jun –  Helene Kirkegaard /  Rikke Olsen: 15-13 / 15-7
- Deyana Lomban /  Eliza Nathanael –  Huang Sui /  Lu Ying: 15-9 / 15-9
- Eti Tantra /  Cynthia Tuwankotta –  Ann-Lou Jørgensen /  Mette Schjoldager: 15-7 / 17-14
- Gao Ling /  Qin Yiyuan –  Zelin Resiana /  Minarti Timur: 15-8 / 15-3
- Ge Fei /  Gu Jun –  Deyana Lomban /  Eliza Nathanael: 15-8 / 11-15 / 15-4
- Gao Ling /  Qin Yiyuan –  Eti Tantra /  Cynthia Tuwankotta: 15-11 / 15-10
- Ge Fei /  Gu Jun –  Gao Ling /  Qin Yiyuan: 15-8 / 15-10

### Mixed
- Michael Søgaard /  Rikke Olsen –  Lin Wei-hsiang /  Chen Li-chin: 15-5 / 15-10
- Kok Seng Teo /  Ang Li Peng –  Hiroshi Ohyama /  Takae Masumo: 15-13 / 15-5
- Wahyu Agung /  Emma Ermawati –  Deng Chuanhai /  Lu Ying: 12-15 / 15-13 / 15-13
- Joachim Tesche /  Wiebke Schrempf –  Simone Vincenzi /  Maria Luisa Mur: 15-1 / 15-8
- Bambang Suprianto /  Zelin Resiana –  Ng Kean Kok /  Fong Chew Yen: 15-0 / 15-9
- Kitipon Kitikul /  Methinee Narawirawuth –  Lee Sung-yuan /  Chan Ya-lin: 15-12 / 15-6
- Janek Roos /  Helene Kirkegaard –  Lee Dong-soo /  Lee Hyo-jung: 10-15 / 15-9 / 17-14
- Zhang Jun /  Gao Ling –  Jeremy Gan /  Joanne Quay: 15-11 / 15-13
- Pang Cheh Chang /  Lim Pek Siah –  Takuya Katayama /  Emi Seki: 15-0 / 15-3
- Liu En-hung /  Cheng Wen-hsing –  Jesper Larsen /  Ann-Lou Jørgensen: 16-17 / 15-9 / 15-10
- Lee Wei-jen /  Tsai Hui-min –  Choong Tan Fook /  Chor Hooi Yee: 15-10 / 15-2
- Ha Tae-kwon /  Chung Jae-hee –  Anthony Clark /  Lorraine Cole: 10-1 Ret.
- Kim Yong-hyun /  Jung Yeon-kyung –  Charles Khoo /  Wong Mew Choo: 15-13 / 15-6
- Chen Qiqiu /  Huang Sui –  Khunakorn Sudhisodhi /  Saralee Thungthongkam: 7-15 / 15-9 / 15-8
- Norio Imai /  Chikako Nakayama –  Rosman Razak /  Norhasikin Amin: 15-11 / 6-15 / 17-14
- Tri Kusharyanto /  Minarti Timur –  Robert Blair /  Carol Tedman: 15-0 / 15-6
- Michael Søgaard /  Rikke Olsen –  Kok Seng Teo /  Ang Li Peng: 15-5 / 15-3
- Wahyu Agung /  Emma Ermawati –  Joachim Tesche /  Wiebke Schrempf: 15-3 / 15-5
- Bambang Suprianto /  Zelin Resiana –  Kitipon Kitikul /  Methinee Narawirawuth: 15-10 / 15-4
- Zhang Jun /  Gao Ling –  Janek Roos /  Helene Kirkegaard: 15-7 / 14-17 / 15-8
- Pang Cheh Chang /  Lim Pek Siah –  Liu En-hung /  Cheng Wen-hsing: 15-5 / 15-5
- Ha Tae-kwon /  Chung Jae-hee –  Lee Wei-jen /  Tsai Hui-min: 15-4 / 15-12
- Chen Qiqiu /  Huang Sui –  Kim Yong-hyun /  Jung Yeon-kyung: 15-1 / 15-6
- Tri Kusharyanto /  Minarti Timur –  Norio Imai /  Chikako Nakayama: 15-1 / 15-11
- Michael Søgaard /  Rikke Olsen –  Wahyu Agung /  Emma Ermawati: 15-6 / 15-12
- Zhang Jun /  Gao Ling –  Bambang Suprianto /  Zelin Resiana: 11-15 / 15-5 / 15-10
- Ha Tae-kwon /  Chung Jae-hee –  Pang Cheh Chang /  Lim Pek Siah: 13-15 / 15-1 / 15-7
- Tri Kusharyanto /  Minarti Timur –  Chen Qiqiu /  Huang Sui: 17-16 / 15-5
- Michael Søgaard /  Rikke Olsen –  Zhang Jun /  Gao Ling: 15-2 / 12-15 / 15-4
- Tri Kusharyanto /  Minarti Timur –  Ha Tae-kwon /  Chung Jae-hee: 15-5 / 15-2
- Michael Søgaard /  Rikke Olsen –  Tri Kusharyanto /  Minarti Timur: 15-4 / 15-7